# Final de la Eurocopa 1968

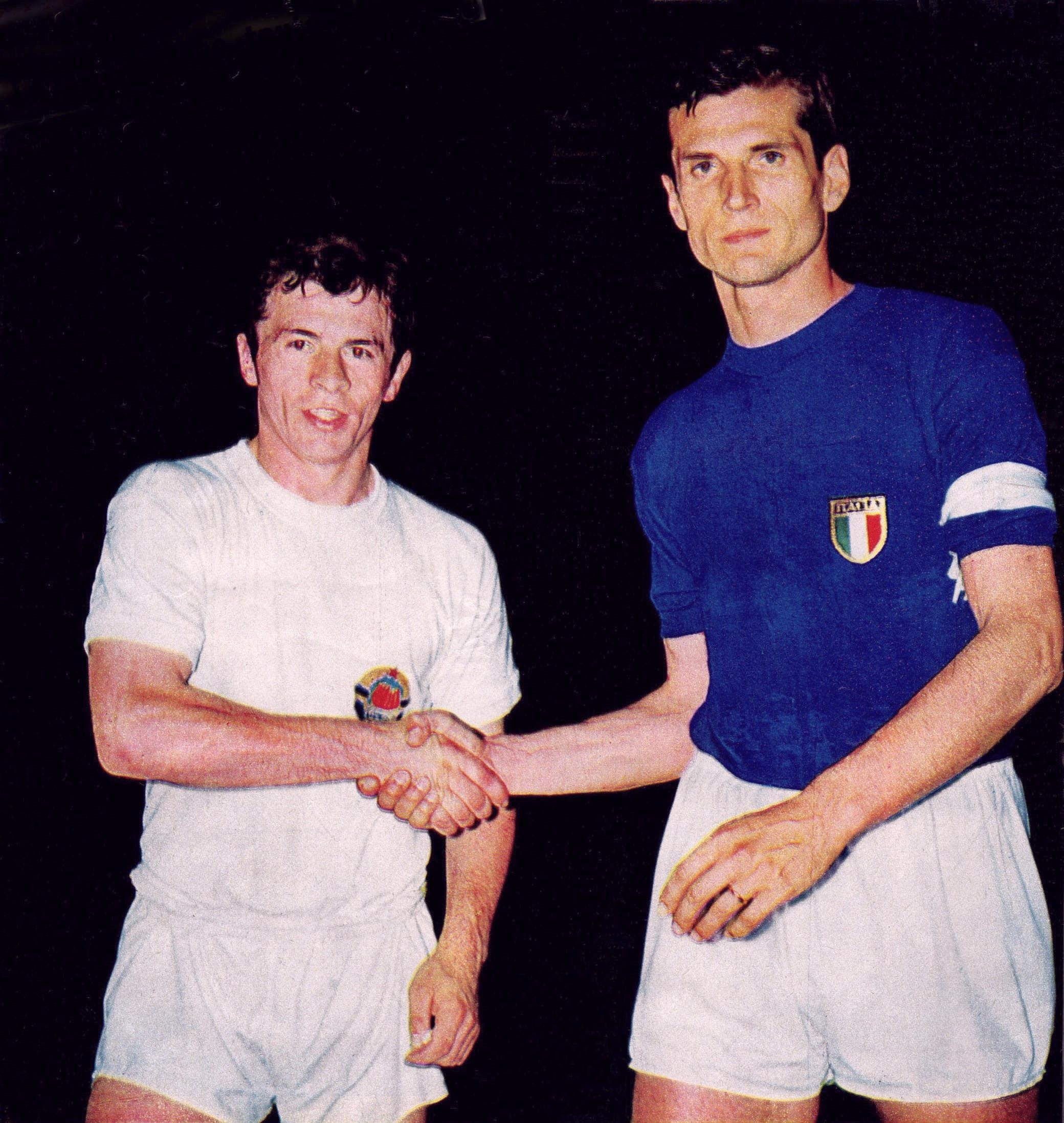
Ilija Petković y Giacinto Facchetti

La final de la Eurocopa 1968 se disputó el 8 de junio de 1968 para determinar el campeón del Campeonato Europeo de fútbol de Naciones de 1968. El partido enfrentó a la Italia, que llegaba a la primera final de una Eurocopa de su historia, y la selección de Yugoslavia, subcampeón en la primera edición, en el Stadio Olimpico en Roma. El partido finalizó en sus 90 minutos reglamentarios con empate a un gol tras los tantos de Dragan Džajić y Angelo Domenghini, éste en los minutos finales, por lo que fue necesario un partido de desempate tras continuar el partido en empate tras los 30 minutos de prórroga.
El segundo partido de la final, que sirvió como desempate, fue disputado dos días después en el mismo escenario. En esta ocasión los italianos se pusieron por delante rápido con el gol de Gigi Riva en el minuto doce y Pietro Anastasi sentenció a la media hora de juego. Italia se hizo con su primera Eurocopa y Yugoslavia volvía a quedarse a las puertas como subcampeón.

## Detalles del partido
| 8 de junio de 1968, 21:15 EST | Italia         | 1–1 (t. s.) | Yugoslavia | Stadio Olimpico, Roma                                                |                                                                      |
|                               | Domenghini 80' | Reporte     | Džajić 39' | Asistencia: 68.817 espectadores Árbitro(s): Gottfried Dienst (Suiza) | Asistencia: 68.817 espectadores Árbitro(s): Gottfried Dienst (Suiza) |

|  |  |

| POR                  | 22 | Dino Zoff          |
| DEF                  | 5  | Tarcisio Burgnich  |
| DEF                  | 7  | Ernesto Castano    |
| DEF                  | 10 | Giacinto Facchetti |
| DEF                  | 12 | Aristide Guarneri  |
| MED                  | 11 | Giorgio Ferrini    |
| MED                  | 13 | Antonio Juliano    |
| MED                  | 14 | Giovanni Lodetti   |
| DEL                  | 2  | Pietro Anastasi    |
| DEL                  | 9  | Angelo Domenghini  |
| DEL                  | 16 | Pierino Prati      |
| Entrenador:          |    |                    |
| Ferruccio Valcareggi |    |                    |

| POR         | 1  | Ilija Pantelić    |
| DEF         | 2  | Mirsad Fazlagić   |
| DEF         | 5  | Blagoje Paunović  |
| DEF         | 6  | Dragan Holcer     |
| DEF         | 3  | Milan Damjanović  |
| MED         | 21 | Dobrivoje Trivić  |
| MED         | 15 | Miroslav Pavlović |
| MED         | 16 | Jovan Aćimović    |
| DEL         | 7  | Ilija Petković    |
| DEL         | 9  | Vahidin Musemić   |
| DEL         | 11 | Dragan Džajić     |
| Entrenador: |    |                   |
| Rajko Mitić |    |                   |

## Desempate
| 10 de junio de 1968, 21:15 EST | Italia                  | 2–0     | Yugoslavia | Stadio Olimpico, Roma                                                             |                                                                                   |
|                                | Riva 12' · Anastasi 31' | Reporte |            | Asistencia: 32.866 espectadores Árbitro(s): José María Ortiz de Mendíbil (España) | Asistencia: 32.866 espectadores Árbitro(s): José María Ortiz de Mendíbil (España) |

|  |  |

| POR                  | 22 | Dino Zoff          |
| DEF                  | 5  | Tarcisio Burgnich  |
| DEF                  | 10 | Giacinto Facchetti |
| DEF                  | 12 | Aristide Guarneri  |
| DEF                  | 19 | Roberto Rosato     |
| DEF                  | 20 | Sandro Salvadore   |
| MED                  | 8  | Giancarlo De Sisti |
| MED                  | 15 | Sandro Mazzola     |
| DEL                  | 2  | Pietro Anastasi    |
| DEL                  | 9  | Angelo Domenghini  |
| DEL                  | 17 | Luigi Riva         |
| Entrenador:          |    |                    |
| Ferruccio Valcareggi |    |                    |

| POR         | 1  | Ilija Pantelić    |
| DEF         | 2  | Mirsad Fazlagić   |
| DEF         | 5  | Blagoje Paunović  |
| DEF         | 6  | Dragan Holcer     |
| DEF         | 3  | Milan Damjanović  |
| MED         | 21 | Dobrivoje Trivić  |
| MED         | 15 | Miroslav Pavlović |
| MED         | 16 | Jovan Aćimović    |
| DEL         | 22 | Idriz Hošić       |
| DEL         | 9  | Vahidin Musemić   |
| DEL         | 11 | Dragan Džajić     |
| Entrenador: |    |                   |
| Rajko Mitić |    |                   |

|                           |
| Italia                    |
| Campeón Italia 1.º título |